# 애큐러시 인터내셔널
애큐러시 인터내셔널(Accuracy International)은 영국 햄프셔 주 포츠머스에 위치한 기업으로, 정밀 무기 분야에 기여한 것으로 유명한 영국의 저명한 총기 제조업체이다. 이 회사는 정확성과 정밀도로 유명한 세심하게 디자인된 저격총 컬렉션인 Accuracy International Arctic Warfare 라인 제작을 전문으로 한다. 1978년 영국 올림픽 사격 금메달리스트 맬콤 쿠퍼(Malcolm Cooper), MBE(1947~2001), 사라 쿠퍼(Sarah Cooper), 마틴 케이(Martin Kay) 등 저명한 개인 그룹과 총기 개발에 앞장선 혁신가 데이브 월스(Dave Walls) 및 데이비드 케이그(David Caig)가 회사를 설립했다. 그 기원은 전문적인 국제 및 국내 스포츠 사수들의 전문 지식에 뿌리를 두고 있다. 이 창립자들은 광범위한 경험을 바탕으로 회사의 우수성에 대한 헌신을 보장했다.
국제적인 규모로 유명한 애큐러시 인터내셔널의 저격 소총은 전 세계의 수많은 군대와 경찰서에서 유용성을 발견했다. 신뢰성과 정확성에 대한 명성은 정밀 촬영 분야에서 신뢰할 수 있는 선택으로 자리매김했다.
재정적 어려움을 겪은 후 애큐러시 인터내셔널은 2005년에 청산에 직면했다. 그러나 데이브 월스와 데이비드 케이그의 오리지널 디자인 팀이 이끄는 영국 컨소시엄이 회사의 미래를 확보하기 위해 개입했다. 이러한 움직임은 회사 역사에 중요한 전환점이 되었으며, 최고 수준의 정밀 총기 제작에 대한 유산을 이어갈 수 있게 되었다.

## 같이 보기
- 아크틱 워페어